# Otiothops kathiae
Espèce
Otiothops kathiae est une espèce d'araignées aranéomorphes de la famille des Palpimanidae.

## Distribution
Cette espèce est endémique du département de Santa Cruz en Bolivie,. Elle se rencontre à Yabaré à 260 m d'altitude dans la province de Chiquitos.

## Description
Le mâle holotype mesure 4,16 mm et la femelle paratype 2,46 mm.

## Étymologie
Cette espèce est nommée en l'honneur de Kathia Rivero.

## Publication originale
- Piacentini, Ávila, Pérez & Grismado, 2013 : The first palpimanid spiders from Bolivia: two new species of the genus Otiothops MacLeay, and the female of Fernandezina pulchra Birabén (Araneae: Palpimanidae: Otiothopinae). Zootaxa, no 3619, p. 491-500.